# Хамдорф
Хамдорф (нем. Hamdorf) — община в Германии, в земле Шлезвиг-Гольштейн. 
Входит в состав района Рендсбург-Экернфёрде. Подчиняется управлению Хонер Харде.  Население составляет 1283 человека (на 31 декабря 2010 года). Занимает площадь 30,6 км².